# OR51F2
OR51F2 (англ. Olfactory receptor family 51 subfamily F member 2) – білок, який кодується однойменним геном, розташованим у людей на короткому плечі 11-ї хромосоми. Довжина поліпептидного ланцюга білка становить 342 амінокислот, а молекулярна маса — 38 518.
| 10         |  | 20         |  | 30         |  | 40         |  | 50         |
| ---------- |  | ---------- |  | ---------- |  | ---------- |  | ---------- |
| MTETSLSSQC |  | FPMSVLNNTI |  | AEPLIFLLMG |  | IPGLKATQYW |  | ISIPFCLLYV |
| VAVSGNSMIL |  | FVVLCERSLH |  | KPMYYFLSML |  | SATDLSLSLC |  | TLSTTLGVFW |
| FEAREINLNA |  | CIAQMFFLHG |  | FTFMESGVLL |  | AMAFDRFVAI |  | CYPLRYTTIL |
| TNARIAKIGM |  | SMLIRNVAVM |  | LPVMLFVKRL |  | SFCSSMVLSH |  | SYCYHVDLIQ |
| LSCTDNRINS |  | ILGLFALLST |  | TGFDCPCILL |  | SYILIIRSVL |  | SIASSEERRK |
| AFNTCTSHIS |  | AVSIFYLPLI |  | SLSLVHRYGH |  | SAPPFVHIIM |  | ANVFLLIPPV |
| LNPIIYSVKI |  | KQIQKAIIKV |  | LIQKHSKSNH |  | QLFLIRDKAI |  | YE         |

A: Аланін

C: Цистеїн

D: Аспарагінова кислота

E: Глутамінова кислота

F: Фенілаланін

G: Гліцин

H: Гістидин

I: Ізолейцин

K: Лізин

L: Лейцин

M: Метіонін

N: Аспарагін

P: Пролін

Q: Глутамін

R: Аргінін

S: Серин

T: Треонін

V: Валін

W: Триптофан

Кодований геном білок за функціями належить до рецепторів, g-білокспряжених рецепторів, білків внутрішньоклітинного сигналінгу.
Локалізований у клітинній мембрані.